# 25-я общевойсковая армия
25-я общевойсковая армия (сокр. 25 ОА) — оперативное объединение Сухопутных войск Российской Федерации. Армия создана в 2023 году во время вторжения России на Украину.

## История
25-я общевойсковая армия начала формироваться на Дальнем Востоке в середине мая 2023 года. В сентябре 2023 армия была переброшена на территорию Луганской области и перешла к боевым действиям на линии Сватово — Кременная. Это позволило перебросить 76-ю десантно-штурмовую дивизию на ореховское направление, а 41-ю общевойсковую армию на авдеевское направление. По данным британской разведки, ввод армии состоялся преждевременно и лишил российские войска крупного подвижного резерва.
В феврале 2024 года 67-я мотострелковая дивизия вела наступление на Ямполовку в Лиманском районе Донецкой области, западнее Кременной.

## Состав
- Управление[1]
- 67-я мотострелковая дивизия (19-й танковый, 31-й, 36-й, 37-й мотострелковые полки)
- 164-я отдельная мотострелковая бригада
- 169-я отдельная мотострелковая бригада
- 11-я отдельная танковая бригада
- 73-я артиллерийская бригада
- 157-я отдельная бригада материально-технического обеспечения
- 26-й батальон управления
- 20-й отдельный инженерно-сапёрный батальон
- 149-й отдельный ремонтно-восстановительный батальон
- 25-я отдельная рота СпН
- 552-й командно-разведывательный центр
- 171-й командный пункт ПВО
- 176-й отдельный отряд РХБЗ
- 48-я топографическая часть
- 963-я отдельная рота обеспечения